# NGC 5301
NGC 5301 (również PGC 48816 lub UGC 8711) – galaktyka spiralna z poprzeczką (SBc), znajdująca się w gwiazdozbiorze Psów Gończych. Odkrył ją William Herschel 11 maja 1787 roku.
W galaktyce tej zaobserwowano supernową SN 2009at.